# Liste von Persönlichkeiten aus Pedrinate
Diese Liste enthält in Pedrinate geborene Persönlichkeiten und solche, die in Pedrinate ihren Wirkungskreis hatten, ohne dort geboren zu sein. Die Liste erhebt keinen Anspruch auf Vollständigkeit.

## Persönlichkeiten
(Sortierung nach Geburtsjahr)
- Familie Soldini[1]
  - Pietro Soldini (* 1762 in Pedrinate; † 1831 ebenda), von Pedrinate, Stammvater dieses Zweiges, einer der Gründer der ersten Speditionshäuser von Chiasso, wurde im April 1798 von der alten Vogtei Mendrisio an die helvetische Regierung zur Erlangung der Vereinigung des Mendrisiottos mit der Schweiz gesandt[1]
  - Bernardo Soldini (* 1783 in Pedrinate; † 1859 in Mendrisio), Sohn des Pietro, Gemeindepräsident von Chiasso 1827–1840, Grosser Rat (Tessin) 1827–1859[1]
  - Benigno Soldini (* 1811 in Pedrinate; † 24. Mai 1852 in Chiasso, ermordet aus politischen Gründen), Sohn des Bernardo, Politiker, Anwalt, Kriegskommissär der tessinischen Truppen 1840, Gemeindepräsident von Chiasso bis zu seinem Tode, hatte 1848 am Aufstand Mailands gegen Österreich teilgenommen, Nationalrat 1848–1852[1]
  - Carlo Soldini (* 1809 in Pedrinate; † 1868 in Chiasso), Sohn des Bernardo, Politiker, Gemeindepräsident von Chiasso, Tessiner Grossrat 1860–1868, Nationalrat 1860–1863[1]
  - Giuseppe Soldini (* 1820 in Pedrinate; † 1896 in Chiasso), Sohn des Bernardo, Politiker, Gemeindepräsident von Chiasso bis 1892, Grossrat, Nationalrat 1868–1872[1]
  - Pietro Soldini (* 1853 in Pedrinate; † nach 1930 in Chiasso ?), Sohn des Giuseppe, Industrieller in Castellanza, erwarb sich in Italien grosse Verdienste als Wohltäter, Grossoffizier der italienischen Krone, Kommandeur des päpstlichen Silvesterordens 1930[1]
  - Adolfo Soldini (* 8. Dezember 1854 in Pedrinate; † 24. November 1927 in Chiasso), Sohn des Giuseppe, Politiker, Gemeindepräsident von Chiasso 1892–1912, Grossrat 1890–1897 und seit 1900, dessen Präsident 1903, Ständerat 1908–1919, Mitglied des Verwaltungsrats des V. Kreises der Schweizerischen Bundesbahnen[1]

- Clemente Rezzonico (* 21. April 1897 in Saint-Imier; † 25. Februar 1976 in Sorengo), Diplomat, Minister der Schweiz in China.[2]
- Rodolfo Soldati (* 27. Juni 1913 in Balerna; † 28. Juli 1997 in Pedrinate, Bürgerort Coldrerio), Maler, Zeichner und Bildhauer[3]
- Renata Camponovo (* 26. Oktober 1938 in Pedrinate; † 1. April 2020 in Chiasso), Tochter des Tullio, Politikerin FDP.Die Liberalen, Vizegemeindepräsidentin der Gemeinde Chiasso, Leiterin des Gruppo donne liberali di Chiasso[4]